# 馬努伊利夫卡 (別爾江斯克區)
46°54′48″N 36°6′53″E / 46.91333°N 36.11472°E
馬努伊利夫卡（烏克蘭語：Мануйлівка）是位於烏克蘭東南部的村莊，由扎波羅熱州別爾江斯克區的普里莫爾斯克市鎮負責管轄。該村距離彼得里夫卡2公里，始建於1861年，面積1.8平方公里，海拔高度60米，2001年人口596。